# Distenia spinipennis
Distenia spinipennis es una especie de escarabajo longicornio del género Distenia, categorizada en la tribu Disteniini, de la orden Coleoptera. Fue descrita por Fisher en 1946.

## Descripción
Mide 19,5 mm de longitud.

## Distribución
Se distribuye por Costa Rica, Honduras y Panamá.